# وساطة الزواج

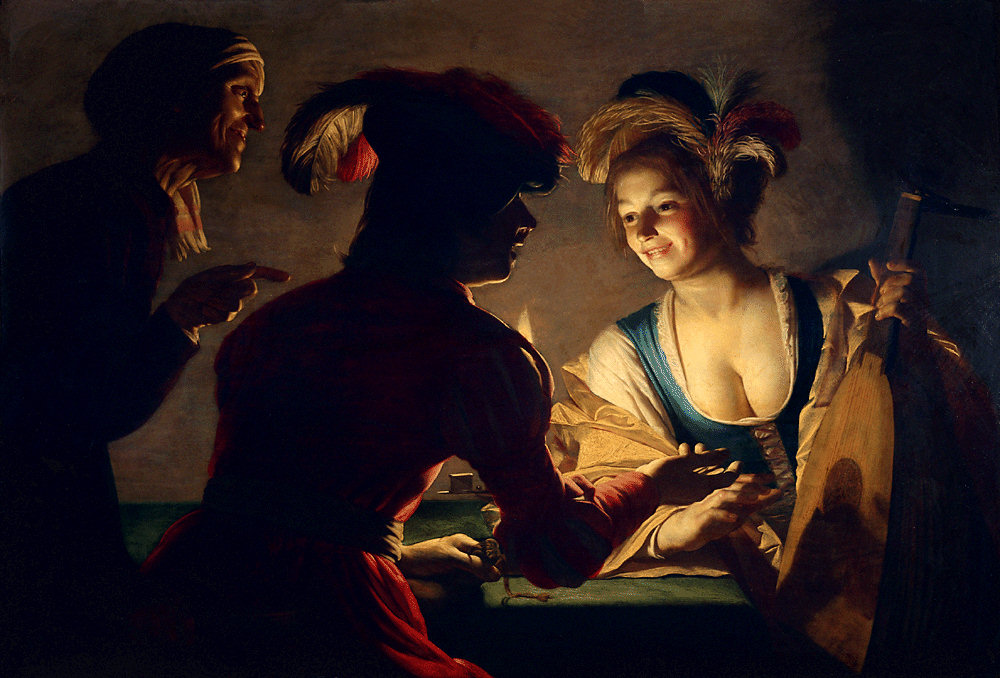
جيرارد فان أونثورست، الخاطبة (1625)

وساطة الزواج هي التوفيق بين شخصين بغرض الزواج عادة إلا أن الكلمة تستخدم أيضًا في سياقات أخرى.

## الممارسة
في بعض الثقافات، كان دور وسيط الزواج ومازال مهنة احترافية، وكان يعتقد أن وسيط الزواج اليهودي الأشكنازي أو المنجم الهندوسي من الناصحين الأساسيين حيث كانوا يساعدون في إيجاد الأزواج المناسبين نظرًا لما يتمتعون به من روابط وعلاقة حسنة بالأسر. وفي الثقافات التي يسود فيها الزواج المدبر (الزواج التقليدي)، يدعي المنجم عادة أن النجوم تبارك الاختيارات التي وافق عليها الآباء مما يصعب تمامًا على الأبناء الذين قد يكونون مترددين الاعتراض عليها كما يسهل على المنجم جمع أجره.[بحاجة لمصدر] كما استعان بعض وسطاء الزواج بالتكهن بأوراق التاروت.[بحاجة لمصدر]
هذا وكان يستخدم الرقص الاجتماعي في وساطة الزواج بشكل غير رسمي، لاسيما الرقص في الاتجاه المعاكس والرقص الرباعي في المناطق الحدودية من أمريكا الشمالية. إلا أنه مع تفرق أسرة المزارعين بشكل كبير وبقاء جميع الأبناء في العمل في المزارع، لم يكن هناك فرصة للأبناء في سن الزواج للالتقاء إلا في الكنيسة أو في المناسبات الاجتماعية الإلزامية، وكان وسطاء الزواج - متظاهرين بأنهم محارم رسميون أو «دخلاء» تحركهم أهداف اجتماعية غير واضحة تمامًا - يحضرون مثل هذه المناسبات ويُخطرون الأسر بشأن أية قصص حب ناشئة قبل أن تتعمق.[[[|tone?]]]
ويصعب تحديد تأثير هؤلاء الأشخاص في الثقافات التي لا تتبع الزواج المدبر وتلعب فيها العلاقات الاقتصادية (مثل «القدرة على إعالة أسرة» و«انتظار آمال وآفاق جيدة») دورًا كبيرًا في تحديد أهلية الخاطب لقبوله، لذا ربما يمكن القول بأن دورهم كان تسريع وتيرة العلاقات التي بدأت بالفعل في التشكل أو تأخيرها، ومن هذا المنظور، فهم لا يختلفون عن الأقارب والمتنافسين أو غيرهم ممن لديهم مصلحة. لعب رجال الدين دورًا أساسيًا على الأرجح في معظم الثقافات الغربية، كما أنهم مستمرون في ذلك في الثقافات الحديثة لاسيما وهم أكثر الوسطاء محلاً للثقة في المجتمع، فكانت وساطة الزواج أحد الوظائف الفرعية لقس القرية في المجتمع الكاثوليكي في القرون الوسطى كما كانت مهمة تلمودية للحاخام في المجتمعات اليهودية التقليدية، والآن، يوجد نظام شديك لوساطة الزواج يتعرف فيه غير المتزوجين من اليهود ببعضهم البعض في المجتمعات اليهودية الأرثوذكسية.
يستغل وسطاء الزواج الاعتقاد بأن الحب الرومانسي أمر يقترب من كونه حقًا إنسانيًا وما مواقع التعارف عبر الإنترنت إلا واحد من أمثلة كثيرة لنظام التعارف الذي أضفت عليه التكنولوجيا جمالاً ساحرًا من خلال جعله قادرًا على تحقيق السعادة، وعادة ما تعتمد هذه الخدمات على اختبارات الشخصية (إلا أنه تمت الاستعانة بعلم الوراثة ) بهدف زيادة إمكانية تحديد الزوج الأكثر ملاءمة.

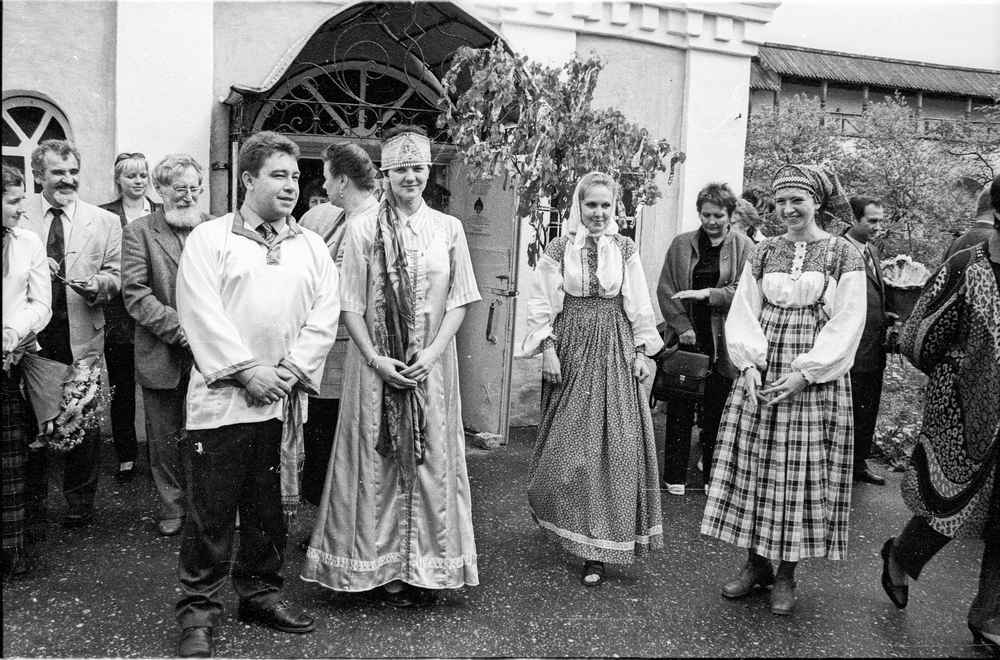
كانت وساطة الزواج التقليدية برنامجًا شعبيًا معتادًا في المتاحف الروسية

ومع ذلك، أحدث قبول مواقع التعارف انتعاشًا في دور مواقع وساطة الزواج التقليدية المحترفة، حيث يمكن للأشخاص - الذين يعتقدون بفائدة مواقع أو خدمات التعارف هذه إلا أنهم يفضلون ذكاء الإنسان والتعارف الشخصي - الاختيار من بين مجموعة واسعة من هذه الخدمات المتاحة الآن. وطبقًا لمارك بروكز (خبير الشبكات الاجتماعية والشخصية عبر الإنترنت)، «يمكنك فعلاً العثور على الأشخاص المناسبين، الأمر الذي يعد تقدمًا عظيمًا سيحافظ على بقاء الصناعة للسنوات الخمسين القادمة»، ويضيف أن مواقع وساطة الزواج تقدم «فرصة للتواصل» و«فرصة للتحقق والتوثق» من الأشخاص المحتمل الزواج بهم لا تقدمها مواقع الويب.

### في أمريكا الشمالية
هناك مجتمعات في الويات المتحدة الأمريكية وجدت بها وساطة الزواج حديثًا في الستينيات من القرن العشرين،[بحاجة لمصدر] بل وتم مؤخرًا إطلاق برنامج واقعي باسم زوجك المتوقع بعيد (The Match Off) يتنافس فيه اثنان من وسطاء الزواج للعثور على أفضل شخص ليتعرف عليه شخص أعزب.

### في آسيا
في سنغافورة، تقدم وحدة التنمية الاجتماعية التي تديرها حكومة دولة المدينة مزيجًا من الاستشارات المتخصصة وتكنولوجيا التعارف تشبه الكثير من خدمات التعارف التجارية، وهكذا تم إضفاء الصبغة المؤسسية إلى دور وسيط الزواج بحيث أصبح بروقراطيًا كما أصبح لكل مواطني سنغافورة إمكانية الدخول إلى مجموعة فرعية من خدمات وساطة الزواج التي كانت تقتصر في وقت سابق على العائلة المالكة أو الطبقات الغنية.

## النظريات
حاول بعض الأكاديميين واختصاصيي علم الجنس (والاستشارات الزوجية) «وضع نظريات» لوساطة الزواج بهدف تعظيم نجاحه، فربما تعتمد وساطة الزواج مثلاً على اختبارات الشخصية في محاولة لتحديد السمات الشخصية الأكثر توافقًا على الأرجح لبعضها البعض.
ويشمل الأكاديميون كلاً من بيبر شوارتز هيلين فيشر أو نيل كلارك وارن أو
هوجو شيمال وكلوز ويدكيند (وساطة الزواج على أساس علم الوراثة).

## استخدامات أخرى
يستخدم مفهوم وساطة الزواج أيضًا في عالم الأعمال ويعرف باسم وساطة الزواج لرجال الأعمال (B2B Matchmaking) أو وساطة زواج المستثمرين (Investor Matchmaking) أو التعارف السريع لرجال الأعمال (Business Speed Dating) أو فعاليات الوساطة (Brokerage Events)، وتمثل المقابلات الواقعية بين رجال الأعمال محل التركيز هنا على خلاف حلول الشبكات الاجتماعية، هذا وترى شركات تنظيم المعارض التجارية قيمة إضافية للعارضين في هذا المفهوم نظرًا لأنه يمنحهم الفرصة للمشاركة في مقابلات مخططة سلفًا.